# Paragraf

Paragraf

Paragraf (značka §, U+00A7, na čes. klávesnici (levý) Alt + 0167, patrně vznikla ve středověku jako ligatura, dvojité S ve významu signum sectionis k označování pořadí odstavců) je v současnosti zpravidla část právního předpisu nadepsaná znakem § s pořadovým číslem v prosté vzestupné řadě, např. „§ 24“. Mluví se pak o tomto pořadí buď prostým číslem („paragraf dvacet čtyři“) nebo pořadovým číslem („paragraf dvacátý čtvrtý“). V členění textů jiné než právní povahy se paragrafy objevují jen zřídka, např. v učebnicích nebo soustavných pojednáních.
Slovem paragraf se nazývá i samotný znak §, který je jedním ze symbolů, synonymem práva, legislativy a předpisů – zejména v množném čísle (např. „vyznat se v paragrafech“). V angličtině má slovo paragraph význam „odstavec“, znaku se říká section sign a obdobně např. španělsky signo de sección.

## Použití
Ve středoevropské legislativě se znak § používá pro označování větších oddílů textu právního předpisu, v některých jiných oblastech se používá pro číslování jednotlivých menších odstavců.
Právní předpisy České republiky se pravidelně strukturují podle úrovní: část – hlava – díl – oddíl – pododdíl – paragraf – odstavec – písmeno (pododstavec) – bod. Paragrafy se tedy zpravidla člení na další části. Číslování paragrafů je v textu předpisu vždy vzestupné, počínaje číslicí 1. V české legislativě jsou paragrafy základní, stabilizovanou úrovní členění právních předpisů, tj. označená část textu si své označení ponechává i při případných novelizacích v budoucnu, takže pokud je do dosud souvislého textu vložen nový paragraf, je označen číslem paragrafu předcházejícího s doplněním písmene, a v případě zrušení paragrafu se čísla následujících paragrafů nemění a číslo zrušeného paragrafu zůstává neobsazeno. Při případných větších nebo postupných novelizacích jsou využívána písmena podle abecedy. Např. po § 19 občanského zákoníku z roku 1964 následovaly v jeho posledním znění § 19a, § 19b, § 19c a až poté § 20.
Pro označení plurálu se v minulosti používalo zdvojení (§§ 35 a násl., §§ 16–18), v současné české typografii se i v plurálu používá jednoduchý paragraf.
Některé právní předpisy, např. česká Ústava, paragrafy naopak nevyužívají, ale člení se na články (zkratka čl.) prakticky stejného významu a užití. Stejná praxe jako v češtině platí v němčině, kdežto např. v polském právu se paragrafem označují základní části prováděcích právních dokumentů, zatímco v zákonech jde o články („artykuł“, zkratkou „art.“). V českých smlouvách a jiných soukromoprávních dokumentech se převážně užívá členění na články, na rozdíl od německé tradice, kde se člení rovněž na paragrafy.